# Grätzelův článek
Grätzelův článek (nebo také barvivem senzitizovaný článek) je relativně nová třída nízkonákladových solárních článků. Je založen na zachycení světla na barvivem fotosenzitizované polovodivé anodě s následnou regenerací barviva elektrolytem. Tento článek byl vynalezen Michaelem Grätzelem a Brianem O'Reganem na École Polytechnique Fédérale de Lausanne v roce 1991.
Tento článek je technologicky atraktivní, neboť je tvořen z relativně levných materiálů a levným výrobním procesem. Jeho výroba je mnohem levnější, než výroba starších metod založených na ultračistém křemíku, jehož výroba je energeticky náročná. Může být upraven do flexibilních listů a je mechanicky poměrně robustní, takže nepotřebuje další ochranu proti poškození například padáním větví a krup.
Přestože jeho konverzní účinnost je menší, než u nejlepších tenkovrstvých (TF) článků, jeho poměr cena/výkon by měla být dostatečná, aby se více rozšířil. Komerční aplikace, které byly zpočátku zpomaleny problémy s chemickou stabilitou článků, se nicméně stále častěji objevují.